# Napometa sanctaehelenae
Espèce
Napometa sanctaehelenae est une espèce d'araignées aranéomorphes de la famille des Linyphiidae.

## Distribution
Cette espèce est endémique de l'île de Sainte-Hélène.

## Description
Le mâle décrit par Hormiga en 1998 mesure 5,15 mm et la femelle 6,80 mm.

## Étymologie
Son nom d'espèce lui a été donné en référence au lieu de sa découverte, l'île de Sainte-Hélène.

## Publication originale
- Benoit, 1977 : Fam. Araneidae. La faune terrestre de l'île de Sainte-Hélène IV. Annales du Musée Royal de l'Afrique Centrale, Tervuren, Belgique Série in Octavo, Sciences Zoologiques, vol. 220, p. 184-188.